# Sitio de Autun
El asedio de Autun fue un conflicto entre el Imperio Romano y la tribu bárbara invasora de los Alemanes, que estaban devastando la Galia, en el año 356 CE. Los romanos defendieron con éxito la ciudad, y los bárbaros se retiraron cuando se acercaron los refuerzos.

## Antecedentes
Durante la guerra civil romana de 350-353, el emperador Constancio II trató de aumentar la presión sobre su rival Magnenio instando a la confederación alemana a cruzar el Rin e invadir los dominios de Magnenio en la Galia. El plan tuvo éxito; las tribus bajo el mando de Chnodomar y sus aliados invadieron la Galia, derrotando a César Decencio (hermano de Magnenio) en el campo, y asediándolo en Sens. Sin embargo, al final de la guerra civil, los alemanos se negaron a ceder sus conquistas al emperador, aunque este les había concedido el encargo de atacar exclusivamente a los rebeldes. Constancio confió a Silvano la tarea de expulsar a los bárbaros de la Galia y restaurar la autoridad romana en ella. Después de la revuelta de este último a principios del 355 CE, Constancio elevó a su primo Juliano al título de César del Imperio Romano de Occidente el 6 de noviembre de 355. El primer día de diciembre, Julián fue enviado desde Mediolanum para asumir su mando. Residió en Vienne, en el río Ródano, durante el invierno de 355-356.

## Autun
En el año 356, tan pronto como comenzó la campaña, Julián recibió un informe de que la ciudad de Autun, la capital de los Aedui, estaba bajo asedio de un considerable ejército de Alemanes. Aunque la antigua ciudad se enorgullecía de tener una gran extensión de murallas, estas se encontraban en cierto estado de deterioro, y por consiguiente la guarnición regular de la ciudad, desesperada por la defensa, había abandonado sus puestos. Solo el valor patriótico de una banda de veteranos que residían en la ciudad preservaba a los habitantes de los estragos de los Alemanes. Aunque no tenía experiencia previa en armas o guerra, Julián avanzó inmediatamente para levantar el asedio, llegando el 24 de junio. Los bárbaros se retiraron a su llegada.